# 若宮穂乃
若宮 穂乃（わかみや ほの、1996年10月5日 - ）は、日本のAV女優。千葉県出身。2024年5月よりLIGHTに所属。事務所移籍に伴い芸名をわか菜ほのに改名。

## 略歴
2018年夏にネオプロダクション（のちにALIVEに改称）と出会い、引越費用のためAV女優となる。2018年11月22日、SODのキミホレ専属女優としてAVデビュー。
当初は素性がばれる事が怖かったため、目的の金額を貯めてすぐに辞める予定で、一般職との掛け持ち状態であった。デビューの翌日に早くも学生時代の先輩に知られたが、AV業が楽しくなってきていたため、悩んだ末に「一人にバレたらこのあと何人にバレても同じ。AV女優業1本で真剣にやりたい」との考えに至り、キミホレの契約満了と同時に女優業を継続することを決意。同時にSNSを開始する。
2019年より専属を離れ企画単体女優となる。
2021年8月4日、自身のTwitterにて同年12月31日をもってネオプロダクションを退所、AV女優を引退する事を発表。しかし、同年11月15日のプロダクションALIVE・YouTube配信にて引退を撤回。撤回理由は演技を磨く道を選ぶ予定だったが、事務所が新体制となり自身の希望する路線をサポートしてくれることとなったためとしている。
2022年9月9日、オールプロへの移籍を発表。円満移籍のため、若宮穂乃の芸名は変わらない。同年10月の同人頒布会「ゆるケット」ではブエナビスタ・モデルとして参加。
2023年5月22日週FANZA動画フロアランキングにて、出演した『BAZOOKA 冬の大感謝セール コスパ最強ノーカットベスト爆乳限定2749分』（BAZOOKA）が1位を記録。8月21日週FANZA動画フロアランキングでは『How to学園 観たら【絶対】SEXが上手くなる教科書AV 【早漏解消編】 若宮穂乃』（バレマンッ！！/妄想族）が1位。
2023年12月25日週FANZA動画フロアランキングにて、同年7月発売の『How to学園 観たら【絶対】SEXが上手くなる教科書AV 【早漏解消編】 若宮穂乃』（バレマンッ!!/妄想族）が再注目され7位ランクイン。
2024年5月7日、事務所をLIGHTに移籍し、芸名を「わか菜ほの」に改名する。2024年7月1日週FANZA動画フロアランキングにて、出演作を含むベスト盤『【福袋】山と空の野外露出！超人気あの話題作も！！20タイトル53時間オール収録！』（山と空）が3位に浮上した。
2025年4月15日、年末いっぱいでのAV女優引退を発表。

## 人物
- 趣味は、ショッピングと美容。特技は、バドミントン。バドミントンは千葉県1位になったことがある。いじめを受け退部。[要出典]いまでもバドミントンの時についたふくらはぎの筋肉は健在。
- アピールポイントは『ましゅまろおっぱいとえくぼ』。
- ペットのちくわ（フェレット）、ほたて（猫）、だい（猫）、むぎ（犬）と暮らしている。
- 定期的に「クイズ若宮」やビンゴ大会などを行うオフ会イベントを開いている[12]。

## 出演作品

### アダルトビデオ
- 近所にいそうな見るからに性格良しのお姉ちゃんは超恥ずかしがりっ子で実は隠れ巨乳Gカップ しかも経験人数1人、経験回数1回 それって限りなく「処女」じゃん 若宮穂乃 ハニカミAVデビュー（11月22日、SODクリエイト）
- 「初めてだから優しくしてください…」 ハニカミ☆アクメFUCK!!! 近所にいそうな見るからに性格良しのお姉ちゃんは超恥ずかしがりっ子で実は隠れ巨乳Gカップ（12月20日、SODクリエイト）
- 若宮穂乃 SEX経験1回のほぼ処女なのにGカップの隠れ巨乳 ハニカミ笑顔が素敵な恥じらい女子 デビュー前の未公開初SEX（12月28日、SODクリエイト）

- 「生まれて初めての中出しは、とっても気持ちよかったです!!」ハニカミ☆中出し解禁FUCK!!! 若宮穂乃 何度も何度もザーメンを絞り取ってしまう極上名器のキツキツ初心マ○コ 計11発 全部中出し（1月24日、SODクリエイト）
- 全員ガチ勢 若宮穂乃（6月13日、バルタン）
- 強●的じゃないセルフイラマチオ 08 ～嗚咽が奏でる亀頭と咽頭のウェディングパーティー（6月24日、SEX Agent/妄想族）
- 凄まじい膣圧の極上挿入感!恥ずかしいほど発育した最高の天然Gカップ制服美少女ハメ撮り!グラインド騎乗で快楽に溺れる純朴巨乳娘!若宮穂乃（6月25日、オーロラプロジェクト）
- 素人女子大生ガチナンパ! うぶな美少女に生まれて初めての女性向け風俗体験してもらいました! 禁止の本番までしちゃった素人娘 & イケメン4組（6月28日、赤面女子）
- ご主人様、オッパイめちゃくちゃにして下さい…ど変態に仕込まれていく巨乳純真美少女（7月1日、BoinBB/妄想族）
- 神乳上京ガール。二人目 菊池翔子（7月12日、メガハーツ）
- 第1回 夏の風物詩流しソーメン? ならぬ流しザーメン賞金GETチャレンジ! ザーメンをすくえなければ過激な罰ゲーム!（7月12日、S級素人）
- Gカップ爆乳女子大生との変態1泊旅行。精を搾り取られまくったお籠り&粘液と愛液が交じり合う、濃厚変態セックス…（7月25日、オーロラ・プロジェクト）
- 爆乳マッスル水泳女子 若宮穂乃（8月13日、K-Tribe）
- 寝取られ巨乳妻（8月24日、ビッグモーカル）
- えげつない巨乳 10 大島すず（8月25日、豊彦）
- 神乳上京ガール。 菊池翔子（8月25日、メガハーツ）
- 極みの癒し & ご奉仕 身体中を舌でなめずりまわす全身リップ巨乳コンパニオン（9月13日、BAZOOKA）
- えげつない巨乳 11 大島すず（9月25日、豊彦）
- ナチュラルハイ 20周年記念作品 敏感（恥）巨乳痴漢 2019 完全撮り下ろし10人全員SEX 2枚組 8時間 真夏の乳揉み汗だくSP（9月26日、ナチュラルハイ）
- 就活中のリクルートスーツ女子大生ドM嬲り中出しSEX（10月7日、BeFree）
- マジックミラー号 はじめての相互オナニー鑑賞 ち○ぽにうっとり赤面! 女子○生にはちょっぴり刺激が強かったみたいで…「ちょっとだけ触ってもいいですか?」 かわいいお手手でシコシコ、お口でパクっと、ヌルっと挿入しちゃいました! 10名出演10名全員SEXスペシャル（10月10日、SODクリエイト）
- 「マジックミラー号をおっぱいで洗ってください!」と高額バイトにやってきた女子大生 ミラーに擦れた乳首で、おっぱいイキした身体は嘘を吐けず大胆乱交SEXに!（10月10日、SODクリエイト）
- マジックミラー号 巨乳OLエッチな健康診断 2（10月10日、ROCKET）
- 爆乳パイパン妹中出し Hカップ (98cm) ほの 18才（10月15日、K-Tribe）
- 『あっダメダメ! お兄ちゃんダメだよ! そんなに動かして挿っちゃったらどうするの?』 超ドストライクな巨乳女子に成長した気が弱い妹と素股していたらヌルヌルでズッポリ!! 結局、生挿入 & なま中出ししたら連続イキするほどの淫乱女に豹変!!（10月19日、Hunter）
- ポロリ必至! アソコも丸見え!? リゾートホテルで見つけた浴衣素人娘限定! タオル一枚だるまさんが転んだ!! 障害物競争（10月19日、ATOM）
- 満員バスで背後から制服越しにねっとり乳揉み痴漢され腰をクネらせ感じまくる巨乳女子○生 8（10月24日、ナチュラルハイ）
- 中年男の下卑た欲望 性的いたずら（11月1日、FAプロ）
- こっそりこそこそ丑三つ時 夜●い（11月13日、FAプロ）
- バイト仲間のスマホに保存されたハメ撮り動画（11月21日、AKNR）
- 巨乳の連れ子と濡れ透けSEX II（12月6日、クリスタル映像）
- Hカップ美人巨乳女子大生に変態衣装を着せて恥じらう姿を楽しみながらの追撃!!エビ反り!!連続中出し!!（12月6日、クリスタル映像）
- SOD女子社員 ぜつりんバスツアー SODファン大感謝祭記念! 社内特別選抜! 総勢16名の女子社員がユーザー様と1泊2日でヤリまくり!（12月12日、SODクリエイト）
- 「久しぶりに一緒に入ろう」と誘ってきたお姉ちゃんとローション風呂 滑る快感が理性を狂わせる密着お漏らしセックス 2（12月12日、ナチュラルハイ）
- ナチュラルハイ20周年記念作品 こんな野外で?! こんな場所で?! 顔射後も止めない突然の笑顔しゃぶりで連続2回おねだり女子○生 20人スペシャル全40発射!（12月12日、ナチュラルハイ）
- 【国産素人娘限定】新大久保オルチャン軟派【デカ尻Gカップ】（12月13日、うさぎ/妄想族）
- 舞ワイフ ～セレブ倶楽部～ 129 禁断の快楽 もう戻れない…（12月26日、AROUND）
- 本物全裸素人 局部パーツ限界接写ファイル（12月27日、S級素人）

- 同行営業で部下を連れ回しセクハラSEX 若宮穂乃（1月9日、AKNR）
- 巨乳の母姉妹と初めての密着混浴一転近親相姦 2（1月9日、ROCKET）
- ガチ天使! 2 看護師になった友人の妹に怪我の処置をしてもらっていたら不覚にもチ○ポが反応してしまい…（1月17日、Z-MEN）
- 成長した甥っ子のデカチンが触りたくて膝の上に乗せてこっそりシゴきまくる叔母（1月23日、ナチュラルハイ）
- ＃すこすこ＃mjk (まじか)（1月31日、バリカワ）
- 伊豆長岡温泉で見つけた美人女子大生 タオル一枚 男湯入ってみませんか? 羞恥ミッション 「男性客に身体の大事な部分をスケッチしてもらう!」 & 特別ミッション「男性客のあそこの湯しずくを全部舐め取ってあげる」で美乳女子に暴発射精 合計17発SP!!（2月6日、SODクリエイト）
- 【公然羞恥】ピチピチ着衣巨乳で接客させられた女達（2月20日、AKNR）
- 恐怖で振り向けない背後から指が徐々にマ○コに近づく尻ワレメ痴漢で興奮し腰を前後に振りだす発情女 5（3月12日、ナチュラルハイ）
- 元祖! 父親なら娘の裸当ててみて ハズレたら父親かAV男優と中出しSEX（3月12日、ROCKET）
- お嬢様学生 ほの ママには秘密w（4月9日、あっぷるぱい）
- 私はあなたの奴隷です… どんな命令でも従います… 奴隷調教で変態覚醒 豊島区○塚で働く 23歳 真性マゾ娘 ほの（4月16日、グローリークエスト）
- 爆乳秘書検定 ～研修生 穂乃さん（Gカップ）のセクハラ検定～（5月7日、下半身タイガース/妄想族）
- マジックミラー号旬菜巨乳就活女子大生に無料健康診断! 性感帯を刺激してヤル（5月8日、サディスティックヴィレッジ）
- 乳93センチGカップ!! 育ちに育ったおっぱいを使ってちょっとHなアルバイト!!! 若宮穂乃（5月13日、バイトちゃんPremiere）
- 一人暮らしの女子大生の無防備な黒パンスト尻に我慢できずにバックからねじ込むデカチン即ハメ! 足首をグイっと掴んで強引にイカせる膣奥激ピストンSEX! 合鍵で勝手に侵入してきた変態大家がデカ尻JDに生中出し!（5月19日、DEEP'S）
- 挑発! ナマイキ娘のパンチラ足コキ 2（5月21日、グローリークエスト）
- 募集素人若奥様マシンバイブチャレンジ! 最後まで潮を吹かなかったら100万円! 負けたら中出しSEX!（5月21日、サディスティックヴィレッジ）
- 鬼畜父の略奪愛 彼氏との仲を引き裂かれた巨乳女子○生 若宮穂乃（5月23日、Shark）
- 一般男女モニタリングAV 素人大学生の性欲徹底検証 朝までエッチしなければ賞金10万円! 終電を逃した男女の友達はラブホテルで2人っきりになったら1発10万円の連続射精セックスに挑戦してしまうのか!? 8（6月19日、DEEP'S）
- 10名の女子社員が新発想の恥ずかしすぎるゲームに挑戦! SOD女子社員 新ゲーム企画部（6月25日、SODクリエイト）
- 可愛い顔してデカ尻!! 若宮穂乃（7月1日、MARRION）
- 父と娘の近親セックス 酒癖が悪く、親離れも出来ない私はいつもお父さんに迷惑を掛けています。そんなだからあの日も…。若宮穂乃（7月1日、プラネットプラス）
- 寝取らせ検証『妻を綺麗に撮りたい』プライベートカメラレッスンでマイクロビキニを着せた巨乳妻と講師を2人きりにしたら… SEXしてしまうのか?（7月23日、コスモス映像）
- 狙われた女体 恐るべき犯行映像（8月1日、FAプロ）
- SUPERパックリまんこアップ4時間SP vol.18（8月1日、サルトル映像出版）
- 生徒会長は真性露出狂 ～特別撮り下ろし実写版～ 若宮穂乃（8月7日、山と空）
- 尻コス セックスよりも気持ちいい尻コスで射精天国に導く（8月13日、アイエナジー）
- 巨乳女学生を狂わせるお爺ちゃんの秘密の性感開発 ～あの夏汗にまみれて調教された思い出～ 若宮穂乃（9月1日、Fitch）
- 9名の女子社員が新発想の恥ずかしすぎるゲームに挑戦! SOD女子社員 新ゲーム企画部 vol.2（9月10日、SODクリエイト）
- 乳首で即イキ!する巨乳女子大生がヌルヌル素股に挑戦! 何度イッてもガン突きピストンで連続中出し!!（9月10日、アイエナジー）
- 公開羞恥ヌードデッサンモデル! おま○こパックリ下品ポーズで生チ○ポ合体!! おっぱい爆揺れアクメ声ガマン限界! イッても追い打ちピストン加速でエビ反り大絶頂!（9月13日、はじめ企画）
- 媚薬を飲まされ神堕ち性欲モンスター! キメパコで脳イキ弾丸潮連射MAX!!（9月24日、サディスティックヴィレッジ）
- 温泉の湯船にプカプカ浮かぶ桃尻に思わず勃起したら… 青年チ○ポに感じ過ぎて尻振りが止まらないセックスに飢えた若妻たち（9月24日、DANDY）
- ママシ●タ実話 若宮穂乃（10月1日、グローリークエスト）
- 【完全無欠のH乳カノジョ】超美形のエステティシャンを彼女としてレンタル! 口説き落として本来禁止のエロ行為までヤリまくった一部始終を完全REC!! 水族館&ナイトプールデートを楽しんだ後は、ホテルでほろ酔いSEX!!酔うと「にゃんにゃんモード」に突入する穂乃ちゃんがエロ可愛い過ぎる!!Hカップ巨乳でコスりまくるパイズリ・神尻でご奉仕するオイルプレイ・本気で好きになってる超恋人ラブラブ中出しSEX…見所ヌキ所てんこもり!!【観たら絶対!!好きになる】（10月4日、プレステージ）
- 社員を誘惑する乳首ビンビンデカ尻新入社員はやっぱり淫乱なドスケベ痴女 若宮穂乃（10月7日、WEEKENDER）
- 新任の巨乳女教師はDQN達に野外ヌードデッサンで視姦レ●プされ生き恥絶頂。屈辱快楽に咽び悦んで肉便器堕ち 若宮穂乃（10月7日、山と空）
- 若宮穂乃レズ解禁 汗だく 汁だく 濡れ濡れレズビアン 若宮穂乃 美園和花（10月7日、ビビアン）
- SNSで見つけた素人巨乳娘に膣奥までデカチンで激ピス! 初めてのポルチオイキに鬼潮撒き散らしエビ反り絶頂するドM敏感娘。（10月8日、サディスティックヴィレッジ）
- 突撃訪問SEX! ビビッと即ハメで午前中にスッキリ! 朝しか自由のない専業主婦の家を訪ねて中出ししたら即退散! 3（10月15日、グローリークエスト）
- えっちな女子校生の淫語かたりかけぐちゅぐちゅ連続絶頂ブルマオナニー 5（10月22日、アイエナジー）
- バリカワ制服女子と自粛しないでイチャラブ性活（10月27日、ZOOO）
- 引きこもりで陰キャなくせに巨乳で可愛いウチの姉ちゃんは僕のチ●ポしか舐めない。若宮穂乃（10月30日、ドリームチケット）
- 自慢の彼女にホテルの通路で露出させ「自撮りして来て」と頼み込んで全裸放置したら…（10月30日、ZAP）
- わかな（11月4日、アイドリ）
- 無料施術ナンパして釣れた巨乳OLが媚薬オイルでグチョ濡れ悶絶発情エステ盗撮（11月13日、ZAP）
- 押しに弱い看護師って天使!?（11月13日、Z-MEN）
- 近所に住む欲求不満な美人巨乳妻たちと知り合ったが最後 毎日ぼくの巨大チ○ポを奪い合い満足するまでザーメンを搾り取るハーレム中出し大乱交 若宮穂乃 朱果 大浦真奈美（11月26日、アイエナジー）
- SOD女子社員第3回フェラチオシンデレラ選手権 撮りおろし 凄テク女子社員3名の決勝戦! & 一挙公開 現役女子社員21名の予選大会! 濃厚ザーメン合計68発射精! 特大ボリューム2枚組480分スペシャル作品!（11月26日、SODクリエイト）
- たった6時間2人っきりにしてみたら… 結果、9発セックスしてました。若宮穂乃（12月4日、ドリームチケット）
- 一般男女ドキュメントAV ほろ酔い爆乳女部下たちと宅飲み→逆セクハラ→ (立場逆転) 朝まで中出し（12月7日、DEEP'S）
- 美乳、柔乳、爆乳 全員巨乳!あの名門女子大生が絶頂中出し性交ハメ撮りバイト（12月18日、クリスタル映像）

- 麗しい巨乳和美人がおもてなしする超高級浴衣ヘルス 其の四（1月15日、BAZOOKA）
- 彼女と新婚ごっこ!? 初めっからベッタベタ密着! 制服お泊りレズカップル 弥生みづき 若宮穂乃（1月19日、レズれ!）
- 朝起きたら女になってた社畜男性 (23) を徹底取材 会社に飼いならされた従順な犬社員は何されても断れずメス堕ちするのも早い 下川隆平（1月19日、かぐや姫Pt/妄想族）
- 羞恥! 新任ナース病棟着任前強制健康診断 2021 研修医の実験台にさせられた私たち（1月21日、サディスティックヴィレッジ）
- パンストの中にリモバイを挿れられ同僚の前で我慢できず美脚を濡らして失禁するOL（2月11日、ナチュラルハイ）
- バブみ全開!! 大人を預かってくれる巨乳無認可保育園 4 稲場るか 有岡みう 羽生アリサ 若宮穂乃（2月11日、BAZOOKA）
- 泊まりに来た従妹が可愛くなっていて 翌朝ノーブラで僕の白Yシャツを着ていた!2（2月12日、Z-MEN）
- 部下にバイブをパンスト固定され必死にイキそうになるのを我慢していたが媚薬と追撃ピストンで自分から腰を振り始める完堕ち女上司（2月12日、Z-MEN）
- 現代肉欲劇場 パパ大好き…（2月13日、FAプロ）
- 本番禁止のおっパブで僕の上に跨がりダンスタイム中に股間を擦り付けるので思わず勃起したチ○コがヌルっと挿ってしまいまさかの出禁確定!?と思ったらおっパブ嬢も感じてしまいそのまま生本番サービス!（3月5日、DOC）
- 軟派の神髄。 3 全員爆乳SP ワンナイトは当たり前!? イマドキ女子のエロすぎる性事情を暴く!（3月5日、プレステージ）
- MM号特別編 仲良しAV女優2人組が「心を合わせて脱出ゲーム」に挑戦! キス/おっぱい揉み/電マ/フェラ/中出しセックスから一つを選んで2人の選択がピッタリ合ったら見事脱出! 失敗したら選んでしまったHな罰ゲーム! 恥じらいつつも最後は2人仲良く中出しセックスしてしまうのか?（3月7日、DEEP'S）
- 愛情精飲 あまえんぼ露出でごっくん志願する巨乳バスガイド（3月11日、SUN）
- 都内某所で大人気のめちゃカワ女の子オンリーのペット系風俗’わんにゃんだふる’では猫のように人懐っこく犬のように従順に男性に過激サービスするという噂が! 徹底密着SP!!（4月9日、SCOOP）
- デカ尻女子○生にバックからねじこみ即ハメ! 家事代行バイトで自宅にやって来た制服美少女のパンチラ肉感尻の誘惑に我慢の限界! 無理やり奥までデカチンぶちこんだ後は、何度イってもやめてあげない追撃ピストンで気絶するまで生セックス三昧!（4月9日、赤面女子）
- ※注意※ぶっ壊れ限界突破! 激絶頂マジイキ懇願性交 若宮穂乃（4月15日、ピーターズMAX）
- 敏感薬エステ襲激 2 異常に感じやすくなったマ○コを無数の手で責められ拒みながらも絶頂が止まらない女（4月22日、ナチュラルハイ）
- 夫とセックスレスになり3年を超えた人妻の異常性欲（4月23日、DOC）
- インテリ眼鏡オナニー大好き爆乳3姉妹!? エロ過ぎるカラダで誘惑されフル勃起したチ○ポをデカパイで挟まれ欲求不満発情マ○コで満足するまでシゴかれた!!（5月7日、SWITCH）
- 【奇跡】デリヘル呼んだら地元の巨乳な友達で非常においしい思いをした件!! 6（5月13日、BAZOOKA）
- 絡み合う体液 ～濃厚接吻 互いに求め合う密着中出しセックス 若宮穂乃（5月16日、MAXING）
- 止められない姉妹相姦 汗かき密着お風呂ビアン（5月19日、レズれ!）
- 『私で勃起しちゃったの?』包茎チ○ポから剥けチン勃起までを見た巨乳叔母さんは子供扱いしていた甥っ子とはいえ発情を抑えられない」VOL.3（5月20日、DANDY）
- 夜勤病棟レイプ 5  深夜の病室に一人で見回りに来た新米看護師純白のナース服をヒキチギッテ中出しレイプ!!（5月20日、サディスティックヴィレッジ）
- 個撮ドキュメント! 巨乳妻体液媚薬発狂性交 ほのか26歳（5月25日、堅者の食卓/妄想族）
- 俺のお母さんは若くてかわいくて、面と向かっては言えないけど大好きだし、俺はずっと再婚してほしくないと思ってる 若宮穂乃（6月1日、かぐや姫Pt/妄想族）
- 大嫌いな義父に…。気持ち悪い叔父に…。媚薬を盛られチ○ポを奪い合うほど発情し逆3Pでイキまくる巨乳姉妹（6月10日、ナチュラルハイ）
- 援交相手はお父さん…!? 相性抜群の父親チ○コと背徳感で絶頂しまくる巨乳J○（6月13日、無垢）
- 酔っぱらい人妻10人! 自画撮り! エロ度数高め 酒淫絶頂オナニー（6月15日、LOTUS）
- 一般男女モニタリングAV 会社の同僚男女がザーメン20mlを溜めるまで出られない密室からの脱出に挑戦! 女子社員が同僚男性を射精させるために恥じらいながらも手コキ・オナホコキ・フェラ・セックス! 何発出しても萎えないチ○ポと大量の精子を目の当たりにして思わず濡れるOLマ○コは性欲のままに何度も生挿入で連続中出し!（6月19日、DEEP'S）
- いもうとケータリングサービス～爆乳×3!甘えんぼ天使ちゃんたち～（7月7日、桃太郎映像出版）
- 一般男女モニタリングAV しごいてしゃぶってヌキまくり!! 素人女子大生が無数に生えた壁ち○ぽの即ヌキに挑戦! 6 フル勃起ち○ぽに囲まれ恥じらいながらもオマ○コが濡れてしまった女子大生はザーメンまみれでノンストップ射精SEX! 総発射52発!（7月7日、DEEP'S）
- 俺専用パンチラドール 穂乃（7月8日、フェチ眼）
- 巨乳だらけのシェアハウス 開放的なお姉さまたちの性欲が強すぎておっぱいまみれの濃厚ハーレムに入居者男性の精子が追いつかず退去者続出!?（8月6日、DOC）
- デカ尻＆巨乳少女をドM調教するレズビアン美少女 ～私も調教してください。あの子にしているみたいに～ 永瀬ゆい 河合陽菜 若宮穂乃（8月7日、ビビアン）
- どこでもおしっこ! 素人娘の大放尿35人 スロー再生でじっくり鑑賞できるマニア向け映像 5（8月7日、かぐや姫Pt/妄想族）
- 同窓会の後は… 若宮穂乃（8月12日、タカラ映像）
- おま●この形状まるわかり！薄いパンツの上からマン汁ぬるぬる透けオナニー 6（8月19日、かぐや姫Pt/妄想族）
- 店員さん、店員さん、そこのメガネの可愛い店員さん 店員さんのカラダ…神すぎて犯罪だよ 若宮穂乃（9月9日、プラム）
- 限界突破!媚薬で引き出す最高潮キメセクFUCK 若宮穂乃（9月16日、MAXING）
- 色仕掛けヒロイン シャドウキャット（9月24日、GIGA）
- 「常に性交」ビキニマッサージ9 史上最高ナイスボディ! 全員Gカップ以上の美巨乳セラピスト集結!（10月7日、SODクリエイト）
- じぃさんの舐め廻し乳揉み痴漢で感じてしまった巨乳女 3（10月21日、ナチュラルハイ）
- 素人女子大生ガチナンパ! うぶな美少女に生まれて初めての女性向け風俗体験してもらいました! シリーズを総まとめ! 禁止の本番までしちゃった素人娘 & イケメン厳選10組大容量5時間SP（10月22日、赤面女子）
- 憧れていた巨乳義姉はどんな男の誘いも断れないヤリマンならぬヤラれマン! ボクの友達の誘いを断れずヤラれてしまう義姉。ボクもついに我慢できず…（10月26日、Hunter）
- 素人ナンパでセンズリ鑑賞 12  見るだけでいいんです! だからちょっと僕のチ●ポ見てもらえませんか?（11月2日、かぐや姫Pt/妄想族）
- 爆裂乙女ギシギシぷるん VS サイボーグ怪人（11月12日、GIGA）
- W巨乳奴隷 若宮穂乃 若宮はずき（11月16日、グローリークエスト）
- 【個撮】どこでもフェラ 5 11人（11月16日、かぐや姫Pt/妄想族）
- 最強属性 52 若宮穂乃（11月26日、最強属性）
- スパンデクサー・ネオ 5  ムーンエンジェルと姉妹の呪縛（11月26日、GIGA）
- 親友売ります（12月2日、素人39）
- シロウト観察 モニタリング～ほにょぱい若宮穂乃がHなサプライズプレゼント!! ～DVD販売店 & 海水欲編（12月7日、桃太郎映像出版）
- 射精しても絶対止めてあげない エンドレス乳首チ●ポ同時責め 無制限連続射精 乳首責め専門デリヘル 騎乗位中出しOKオプション付き（12月14日、BAZOOKA）
- 評判の性感テクで朝まで失神寸前のイキ狂い!? ボクの住むマンションの一室で営業する超絶テクニシャン揃いの闇風俗M性感 NO.1嬢の正体は毎日廊下で顔を合わす上品な淑女人妻だった!?（12月14日、SCOOP）
- 本物全裸素人 局部パーツ接写 全裸ストレッチ編 Part.2（12月14日、S級素人）
- 会員制お手伝いさん～予約で3ヶ月待ちの家政婦を指名したら… 若宮穂乃（12月16日、MAXING）
- 欲求不満なデカ尻女上司は僕に襲ってほしいらしくあの手この手で誘惑してくるが、超奥手の僕は何もできず結局いつもキレられながら逆レ搾精される 若宮穂乃（12月21日、ミセスの素顔/エマニエル）
- 愛と正義の戦士ジャスティーヌ 若宮穂乃（12月24日、GIGA）

- 一般男女モニタリングAV 近親相姦しちゃった家族のその後まで追跡スペシャル マジックミラーの向こうには家族想いの両親! 巨乳の姉と女子○校生の妹が童貞長男をサンドイッチ3Pで筆おろし中出し!! …した後日談:姉妹と長男の何度も繰り返される超禁断のW近親相姦を家庭内盗撮（1月4日、DEEP'S）
- 逃亡者と私 若宮穂乃（1月5日、プラネットプラス/七狗留）
- Gカップ痴巨乳グラマラス圧迫性感 パイズリ×オイル&ローション×ピストン騎乗位 肉弾オンナがオトコの理性を崩壊…（1月11日、BAZOOKA）
- 巨大ヒロイン (R) ハイパーマミーΣ 巨大ヒロイン淫滅作戦! ～ハイパーイデア降臨～（1月14日、GIGA）
- 「ねえ、私だってもう大人だよ」 ボクの膝枕で寝ていた義娘がズボンから勃起チ○ポを引っ張り出して…（1月25日、Hunter）
- 突然ですがおちんちん見てもらっていいですか? 4（1月27日、ヤリマン★ビッチーズ）
- スーパーヒロイン絶体絶命!! Vol.85 秘宝戦隊ジュエルレンジャー ジュエルピンク 若宮穂乃（1月28日、GIGA）
- スパンデクサー・ネオ 6 コスモエンジェルと淫濁の形見（2月11日、GIGA）
- 素人さん、悪の組織からスカウト【悪堕ち & 魔装】（2月11日、GIGA）
- 義兄に犯され、その一部始終をビデオ撮影された私… 若宮穂乃（2月15日、KSB企画/エマニエル）
- じゅるネチョ音とささやき淫語で耳からトロけるASMRメンズエステ 若宮穂乃（3月4日、ワープエンタテインメント）
- 憧れのカノジョ 若宮穂乃（3月8日、クリスタル映像）※単体ベスト
- あなたのチ●ポ洗います。5 素人アルバイト 9人（3月8日、かぐや姫Pt/妄想族）
- 近親 夜這いじゃぁ 生中出し 2 【撮り下ろし】（3月10日、プラム）
- おマ●コとアナルがハッキリ見える 3  素人娘の超接写オナニー 10人（3月15日、かぐや姫Pt/妄想族）
- 「そんなに溜まってるの? じゃ～ちょっとだけだよ」情けないボクを放っておけない女子（幼馴染、会社の同期、バイトの後輩…）が一肌以上脱いでエロく慰めてくれた!（3月22日、Hunter）
- 予約半年待ちリピ率100% 某メンズエステ店 密室×密着 イキ過ぎた禁断サービス 連続発射サービス編 その2（4月1日、DOC）
- も、もしも若宮穂乃が、西新宿で働く年収800万のキャリアウーマンなのに、無職の僕に一方的に想いを寄せるフェラ友だったら…（4月5日、山と空/妄想族）
- 押しに弱いエステティシャンへハミ出し勃起チ○ポをアソコに押し当てパンツ越し先っぽグリグリ挿入! 欲しがるまで焦らしコスればナマSEXできちゃうのか? Vol.4（4月5日、はじめ企画）
- ゾウさんパンツでフェラ11人 ブリーフの先っちょからチ●ポを引っ張り出して喉奥でグポグポする気持ちいいフェラチオ 6（4月5日、かぐや姫Pt/妄想族）
- 素人いじめられたい女子 中田氏の生中出し漫画家（副業テレアポ） 若宮穂乃 24歳 濡れ場シーンはオナニー展開、Gカップ乳首ドM感度バグリ中、164/93(G 70)/61/88（4月7日、プラム）
- SENZ TV パパママ頑張れ!! ぬるぬるローションでスポーツ大好き仲良し家族対抗ハメハメ合戦 2022  軟体も長身も大集結! 射精とローションを制して優勝賞金100万円を目指せ!（4月7日、SODクリエイト）
- ハンター15周年特別作品! だれとでも定額挿れ放題! 温泉旅館編 定額料金さえ支払えば、温泉旅館のスタッフや女性客、誰でも挿れ放題! 中出しし放題!（4月12日、Hunter）
- 全裸メンズエステ 中目黒店（4月26日、SEX Agent/妄想族）
- 明日にはパパになるっていうのに、こんなことしていいんですか? 若宮穂乃（4月29日、ドリームチケット）
- 一般男女モニタリングAV 童貞くんの家へ突撃企画 心優しいキャビンアテンダントさん!「素人男性の自宅を訪問してお悩み解決してくれませんか!?」黒パンストの美脚CAが悩める童貞くんをW生ハメ騎乗位で筆おろし! 高嶺の花のCAオマ○コに夢のハーレム生中出し!!（5月3日、DEEP'S）
- オナサポ!! 女子○生 着衣で全裸で挑発的ダンス 2（5月10日、かぐや姫Pt/妄想族）
- アナル舐めてもいいですか？6 お尻で悶絶する素人娘10人（5月17日、かぐや姫Pt/妄想族）
- 変態オヤジに弄ばれる高嶺の花 若宮穂乃（5月17日、ILLEGAL/妄想族）
- とあるヲタクの活動記録 16（5月24日、CP田園/妄想族）
- ヒロインレンジャーズ全滅作戦 ジュエルピンク・セイニンホワイト・ライガドルフィン（5月27日、GIGA）
- 突然の侵入者から生挿入! 地に足を付けられない浮きっぱなし空中FUCKで屈辱イキした敏感新妻は中出しも拒めない（6月9日、ナチュラルハイ）
- 『おち○ちん隠してないで見せなさいよ!』 温泉でも部屋でもヤラレまくり! 出張先の温泉宿で2人の巨乳女上司と相部屋に! 酔って一緒に露天風呂に入ったりして身も心も開放的に! でもボクは恥ずかしくてチ○ポを隠していたら酔った女上司たちに無理矢理チ○ポを見られて…（6月14日、Hunter）
- 「ちょっとだけ私のオマ○コ貸してあげよっか」「よかったらボクのチ○ポ貸してやるよ」冗談のつもりが本気に! お互いの性器を貸し借りする義理の兄妹!（6月14日、Hunter）
- おま●この形状まるわかり! 薄いパンツの上からマン汁ぬるぬる透けオナニー 8（6月14日、かぐや姫Pt/妄想族）
- 一般男女モニタリングAV 家族旅行中の姉弟が温泉風呂で過激ミッションに挑戦! 心優しい巨乳のお姉さん! 童貞の弟くんの包茎ち○ぽの皮を剥いて洗ってもらえませんか!? 敏感亀頭を泡洗いされてフル勃起した可愛い弟ち○ぽに火照ってしまった姉マ○コはそのまま筆おろし!! 両親には内緒の近親相姦で連続中出し!15発（6月21日、DEEP'S）
- 密着囁き淫語で誘惑するM男大好き痴女お姉さん 若宮穂乃（6月28日、デジタルアーク）
- いつでも好きなタイミングで誰とでもエッチ出来ちゃうカワイイ巨乳女子大生だらけのシェアハウスに入居したボクは受験勉強そっちのけでヤったりヤラれたりで夢のヤリチン生活! 3（6月28日、Hunter）
- 【緊急AV化】【エロ過ぎ注意】【巨乳女子大生と過激な王様ゲーム】（6月28日、Hunter）
- 素人娘の全裸図鑑 24  今時の女の子11名が恥らいながら脱衣していく様子をじっくり撮影した、変態紳士のためのヘアヌードコレクション（7月12日、かぐや姫Pt/妄想族）
- どこでもおしっこ! 素人娘の大放尿38人 スロー再生でじっくり鑑賞できるマニア向け映像 6（7月12日、かぐや姫Pt/妄想族）
- マイティーナイト・アルテミス 3 ～蝕む正邪のクリスタル～ 若宮穂乃（7月22日、GIGA）
- サンドイッチアナル舐め3P! えっ? 上司2人がレズ? 女上司2人がアナル舐め合いで悶えイキ! その秘密を目撃してしまったボクも巻き込まれ…（7月26日、Hunter）
- 目が覚めると… 見下しマウント騎乗位で腰を振って勝手にイキまくってる後輩女子社員! 出張先で相部屋になって超険悪!だったのに…（8月9日、Hunter）
- 拘束レズレイプ 嫌がるマ○コが愛液まみれになるまでスロー指ピストンでイカされ続けた女（8月11日、ナチュラルハイ）
- 一般男女モニタリングAV × マジックミラー便コラボ企画 素人娘が初めての素股焦らされ体験! 巨乳ビキニ娘に水着越しのデカチン先っぽ3cm挿入! 敏感なオマ○コの入り口だけをグリグリされて奥まで挿れて欲しくなっちゃったJDオマ○コにズボっと生挿入! 子宮直撃激ピストンで連続のけぞりイキ!! 全員中出し in 海水浴場（8月16日、DEEP'S）
- ゾウさんパンツでフェラ12人 ブリーフの先っちょからチ●ポを引っ張り出して喉奥でグポグポする気持ちいいフェラチオ 7（8月16日、かぐや姫Pt/妄想族）
- 江の島在住の水着ギャルの皆さん! 「あなたの自宅で早漏に悩む童貞君の暴発改善のお手伝いしてくれませんか?」 眩しく輝くビキニ娘が早漏すぎる童貞君にドキドキ & キュンキュンしちゃって生中出し筆おろしSPECIAL!（8月26日、赤面女子）
- ホテル痴漢 11 集団中出しSP（9月8日、ナチュラルハイ）
- マジックミラー号×素人潮吹きSP企画! 水着ギャルが初めての潮吹きで連続イキ! オイルマッサージで勝手に指入れされて感じまくる押しに弱いギャルは中出しも断れない!?（9月8日、ナチュラルハイ）
- 夜回りナンパ 令和女子のお悩み相談 思いっきりナマ【中出し】解決! Episode4 feat.FALENOTUBE（9月8日、FALENO）
- 『ビショビショになっちゃって… テントの中に入れてもらってもいいですか?』 突然のスコールでびしょ濡れになったソロキャン女子がスケスケ状態でボクのテントにやって来た!（9月13日、Hunter）
- 部屋連れ込み隠し撮りSEX そのまま勝手にAV発売 12（9月16日、DOC）
- 肉厚デカ尻中出しオイルエステ（9月16日、ZAP）
- 王様ゲームで乱交しまくり! 若妻だらけの町内会は誘惑だらけ! 王様ゲームをやりたがるドスケベ若妻がハメを外し過ぎてまさかのハーレム大乱交! 4（9月27日、Hunter）
- 顔出しMM号 女子大生限定 ザ・マジックミラー 勝てば100万円! 負ければ即ハメ! 青空中出し野球拳! 親友の目の前で何度イってもやめないデカチン追撃ピストンで連続中出し!（10月4日、DEEP'S）
- 計画的相部屋で美人社員を犯っても満足できず… 部屋を連れ出し言いなりイカセ調教（10月6日、ナチュラルハイ）
- ある地下街に存在する時間いっぱいハメ放題のクラブラウンジ 店内を覗くとあっちでもこっちでも巨乳娘が乳丸出しで馬乗り状態。ここはおっぱぶでもピンサロでもないドはまり必至の新たな性欲場を徹底SCOOP（10月11日、SCOOP）
- 同人ヒロイン 20 スパンデクサーコスモエンジェル（10月14日、GIGA）
- 同じマンションに住む押しに弱いデカ尻人妻お姉さん 無自覚に誘惑してくるピタピタジーパン姿に我慢できず連日中出し 若宮穂乃（10月18日、ミセスの素顔/エマニエル）
- 天然マシュマロおっぱい ほにょぱい 若宮穂乃ベスト（11月1日、桃太郎映像出版）※単体ベスト
- 思わず引っ叩きたくなるデカ尻ドMちゃん「もっと辱められたい…」淫尻露出しながらハニカミ笑顔でチ○ポ挑発し、悦りトロ顔で羞恥悶絶ループ…。（11月1日、山と空）
- 増殖レズ覚醒 2 ～イカされた女が次々とレズに目覚めてレズり始める乱交計画～（11月10日、ナチュラルハイ）
- 【鬼畜】不登校のボクが生真面目教師をムラムラ解消オナグッズにしてやった【所業】 若宮穂乃（11月15日、ドグマ）
- 超密着接写 千手観音乳犯 爆乳豊満ハメ狂い 若宮穂乃（11月22日、AVS collector’s）
- バイト仲間のスマホに保存されたハメ撮り動画 若宮穂乃（11月23日、AKNR）
- 素人ホイホイ × MBM 可愛いだけじゃダメですか? 顔だけでヌケる保証! 顔面優等生 世代最強エース 4 撮り下ろし3名（11月25日、MBM）
- M男クンを待たせてる部屋の鍵、お貸しします。若宮穂乃 / 佐藤ののか（12月2日、ワープエンタテインメント）
- 羞恥! 新任女教師が学習教材にされる男子校の性教育 生徒の目の前で無遠慮な指が膣に挿入される! プライドは崩壊するが、子宮の奥から愛液があふれ出る 10（12月8日、サディスティックヴィレッジ）
- Gカップ彼氏大好き巨乳彼女とコスプレ赤面えっち♡ 放課後イチャラブお家デート スク水 & チャイナでハメまくり♡ 若宮穂乃（12月8日、First Star）
- ノーハンドフェラは奴隷の証! 6 手を使わずにフェラチオする12人の素人娘（12月13日、かぐや姫Pt/妄想族）
- 「スゴい気持ち良いよ! 私イッちゃう! (涙) 」ブラコン姉のうれし泣きイキ! 姉は極度のブラコンで超心配性でおせっかい! ウザいので反抗的な態度で突き放したら泣くほど落ち込んでしまい部屋に閉じこもりご飯も食べない姉。仕方なく「何でも言うこと聞くから」と言ったら、もの凄くベタベタされたあげくSEXまでさせられちゃいました。ボクも調子に乗って何度も何度も中出ししてあげたらうれし泣きしながらイッてました。（12月13日、Hunter）
- イッた直後の感度100％のおま●こを更にメッタ突き無限ループピストン 若宮穂乃（12月16日、MAXING）

- THEドキュメント 本能丸出しでする絶頂SEX 美しい人妻性欲解放デカチンガン突き乱交快楽トリップ 若宮穂乃（1月3日、美人魔女/エマニエル）
- でかちち（苗字）ふわ子（名前）ちゃんとあわあわ洗いっこセックチュ オールナイッッ（1月3日、こぐま/妄想族）
- 素人娘の全裸図鑑 28 今時の女の子12名が恥らいながら脱衣していく様子をじっくり撮影した、変態紳士のためのヘアヌードコレクション（1月3日、かぐや姫Pt/妄想族）
- ラブラブカップル同士が互いのパートナーを交換するスワッピングゲームに挑戦!! 相手の彼女＆彼氏をより多くイカせたら賞金100万円!? 勝利の為にエグイほどのエロスキル発動ww 賞金の為に恋人の目の前で他人と生挿入中出しSEX!? 3（1月13日、赤面女子）
- 【個撮】どこでもフェラ 9  11人（1月17日、かぐや姫Pt/妄想族）
- 粘着ストーカーMの電車痴漢・自宅侵入記録＃87・88（2月2日、蜃気楼）
- MM号特別編 ハーレム逆3P凄テク対決!! 「私のSEXの方が気持ちいいでしょ?」 人気AV女優が童貞くんのチ○ポを奪い合う筆おろしバトル! in ザ・マジックミラー 木下ひまりvs若宮穂乃 / 新村あかりvs望月あやか / 藤波さとりvs八乃つばさ（2月7日、DEEP'S）
- ノーブラ胸ポチ・胸チラ女子を乳首が硬くなるほど責め続けたら腰をくねらせながら感じまくった（2月9日、AKNR）
- 上下のお口で精飲させまくり! 2人の妹はボク専用の精飲ペット! エッチしたくなったらいつでもできる言いなり妹たちに精飲させまくり! 中出ししまくり! 親が共働きで留守の間、妹たちに色々教育してきました。今ではしたくなったらセックスできる言いなり妹と過ごすセックス続きの24時間。（2月14日、Hunter）
- 見知らぬ3組の夫婦がひとつ屋根の下でスワッピング共同生活! 家事などシェアして助け合い! さらにヤリたい時はチ○コもマ○コもシェアして夜の性活も充実! だから色々なエッチが楽しめて大・大・大満足! しかも子供が出来たら育児もシェア出来るから心配無用で子作りし放題!!（2月14日、Hunter）
- セクハラママさんバレー! 5 ハイレグブルマ姿の人妻12人が挑む過酷なエロトレーニング（2月14日、かぐや姫Pt/妄想族）
- 女体フェチ図鑑 6 完全全裸 99人（2月14日、グローリークエスト）
- ばちぼこちゃん。脱いだらすごいスレンダーGカップ…癒し系潮吹き女子大生 ほの 「恥ずかしいけど気持ち良すぎ!」思わず「かわいい」と言いたくなる性格良しなピュア系女子をクタクタになるまでハメ倒しちゃいました! 若宮穂乃（2月21日、クリスタル映像/MANIAC）
- 若宮穂乃 解体新書（3月7日、S-Cute）
- いろいろなデニール数の黒タイツに挟まれたい… 踏まれたい… 絞められたい…  黒タイツ三姉妹脚ロック逆4P 若宮穂乃 椿りか 皆月ひかる（3月7日、DEEP'S）
- 素人とFUCK（3月10日、ドリームチケット）
- 清拭中にチクビを触られビクンビクン感じたら 看護師がまさかの痴女開眼で僕の乳首をコリコリ! レロレロ!! ちゅぱぱぱぱ!!! VOL.2（3月23日、DANDY）
- 人妻ナンパ  「どうせ旦那は飲み会だし…ちょっとだけなら…。」 週末金曜日の夜、主婦達が羽を伸ばす自由時間 家に帰るまでは母親ではなく1人のオンナで居たい… スリルと浮気願望を優先した人妻さんが帰宅中にAV出演（3月24日、h.m.p）
- どこでもおしっこ! 素人娘の大放尿30人 スロー再生でじっくり鑑賞できるマニア向け映像 7（4月4日、かぐや姫Pt/妄想族）
- 夫婦で挑戦! 佐山愛の凄テクで夫が2回イカされたら妻が寝取られナマ中出しSEX!（4月18日、はじめ企画）※「ほの（26歳）結婚4年目 息子3歳」役で出演。
- ヒロイン討伐 105 刑捜戦隊セキュアレンジャー（4月28日、GIGA）
- ヤレる人妻回春マッサージ35 中出し交渉盗撮（5月2日、変態紳士倶楽部）
- 発禁 17 保育士 茜 (26)（5月5日、ワープエンタテインメント）
- 笑顔特化 ～どんな男でも嫌な顔ひとつせずに受け入れるぬくもりスマイル癒女神～ 若宮穂乃（5月11日、Materiall）
- ゴミ集積場でタイトワンピが透けすぎてパンツが丸見え状態の奥さんと2人きり! 無意識に誘惑してくる透けパン尻がエロすぎるので今から即ハメします。VOL.4（5月11日、DANDY）
- 町役場に勤める地味巨乳の部下が僕（上司）の中年デカチンSEXにはまり場所を選ばず求められて性欲尽きるまで中出し三昧 若宮穂乃（5月16日、Fitch）
- 頭が真っ白になるほどの窒息快楽に天国イキ! 顔面圧迫痴女 おっぱいスタンプ! OPPAI STAMP 若宮穂乃（5月23日、グローリークエスト）
- セフレちゃん ほの ―会えば絶対ヤラせてくれる女―（5月23日、ティーチャー/妄想族）
- 完全プライベート映像 結婚したいAV女優NO.1の性格もSEXも良すぎる・若宮穂乃ちゃんと初めての二人きりお泊まり（6月6日、パコパコ団とゆかいな仲間たち/妄想族）
- 【秘書スペシャル!】ぶっかけ! OLスーツ倶楽部25 + 厳選秘書7名総集編付き2枚組480分 豪華版（6月6日、下半身タイガース/妄想族）
- 仮面美少女探偵! まぼろしマスク（6月9日、GIGA）
- お隣に住む巨乳若妻のあざとすぎるノーブラ着衣おっぱい誘惑（6月13日、BAZOOKA）
- 仲良し姉弟が賞金欲しさにエロミッションに挑戦! 禁断の近親相姦! 絶倫弟が美人姉にガチ発情! 何度も中出し!（6月22日、アイエナジー）
- 電影戦隊チャージマン チャージマーメイド ー宇宙魔王子に見初められた囚われのマーメイドー（6月23日、GIGA）
- 俺のいいなり素敵なヤリマン子ちゃん! 穂乃 (26歳)（7月4日、ティーチャー/妄想族）
- UNION 若宮穂乃 COLLECTION（7月16日、MAXING）※単体ベスト
- 旦那の不在中を狙ってデカ尻人妻の自宅に突撃どっきり! Tバック奥さん固定バイブDEドミノ倒し 制限時間内に並べてドミノ倒せたら100万円! チャレンジ失敗で即ハメ中出し罰ゲーム!（7月18日、はじめ企画）
- クレームをチャラにする代わりにやらされた唾液手コキのグチョグチョ音に興奮しパンツを濡らした謝罪女（7月20日、ナチュラルハイ）
- 密着キッスから始まる全身舐めまわしレズSEX 稲森美優、レズ解禁。稲森美優 若宮穂乃（7月25日、レズれ!）
- 水着女子大生たちと自宅で激熱ハーレム乱交!（7月25日、Hunter）
- スーパーヒロインドミネーション地獄 56 バードファイター白鶴のミオ（7月28日、GIGA）
- スゴ指技とじゅる舐めテクで痴女られる女上司エステティシャン姉妹の射精誘発マッサージ 黒川すみれ 若宮穂乃（8月1日、MOODYZ）
- 一般男女モニタリングAV 絶倫巨乳妻と童貞男子がザーメン20mlを溜めるまで出られないラブホからの脱出に挑戦! 2  旦那とはご無沙汰の奥様が初めて逆ナンパした男子大学生を射精させるために手コキ・オナホコキ・フェラ・筆おろし! 何発出しても萎えない年下チ○ポと大量の精子を目の当たりにして大興奮の人妻マ○コは満足するまで何度も生挿入で連続中出し!（8月1日、DEEP'S）
- 一流体育大学併設 競泳アスリートばかりを狙うスポーツトレーナー整体治療院 15（8月1日、変態紳士倶楽部）
- チ○ポ狂いのドスケベ肉感ボディ奥様 IX 若宮穂乃（8月8日、クリスタル映像）
- ぱいおつNTR ごめんなさいアナタ… 実は私… 近所の皆様に毎日揉まれまくっているんです… 若宮穂乃（8月8日、JET映像）
- 危険日直撃!! 子作りする放課後性教育 若宮穂乃（8月10日、Mr.michiru）
- 入院生活が長すぎて無防備な新人ナースのぱつぱつスケパン尻で毎日勃起してしまう僕 4（8月10日、LEO）
- 両親のいない数日間、私は隣人のオジサンに犯され続けました。 若宮穂乃（8月15日、無垢）
- 人妻の花びらめくり 若宮穂乃（8月15日、人妻援護会/エマニエル）
- 一般男女モニタリングAV 巨乳女子大生さん! タオル一枚男湯でチ○ポ洗ってもらえませんか? 2  男性客のフル勃起チ○ポに囲まれ恥じらいながらもしごいてしゃぶってザーメン抜きまくり! 過激なミッションでオマ○コが火照ってしまいそのまま汗だく中出しSEX! 総発射20発（8月15日、DEEP'S）
- 若宮穂乃 × ボンテージQUEEN（8月16日、MAXING）
- ラッキーな胸チラを発見し、気づかれないように見てたけど、やっぱりバレてた?! 25  ヨガインストラクター編（9月7日、LEO）
- 田舎でヤルことがなくて… 隣に住む絶世の肉体美巨乳妻と種付けSEXに溺れ孕ませた真夏の汗ダク不倫 若宮穂乃（9月8日、人妻花園劇場）
- ヒロインハンティング スパンデクサー コスモエンジェル（9月8日、GIGA）
- 人妻ナンパ中出しイカセ 40 目黒編（9月8日、ホットエンターテイメント）
- 巨乳サウナレディと極上のハーレム体験! オイルエステ有り! ローションプレイ有り! どんなエロい要望にも応えながら丁寧に気持ち良く体を洗い流してくれる顧客満足度MAXの高級サービス!（9月12日、Hunter）
- 「制服・下着・全裸」でおもてなし またがりオマ○コ航空16 H90cmオーバーGRADE デカ尻ハイクラス便 月見伊織 若宮穂乃 音琴るい（9月21日、SODクリエイト）
- 性欲を持て余して発情期な義姉のイヤラしすぎる人妻デカ尻に我慢出来ず「兄貴には絶対内緒にするから!」興奮を抑えられず何度も尻愛撫SEXしてしまった。 若宮穂乃（9月22日、h.m.p）
- 美少女戦士セーラーリコリス 恐怖蔦地獄（9月22日、GIGA）
- 毎朝、回診の約10分間こっそり巨乳ナースが性処理してくれる神展開!2 現役ナース4名が挑戦!? 1週間パイズリ! 28日間のえちえち入院性活!!（9月22日、赤面女子）
- 【ASMR】耳まで勃起不可避! 巨乳エステ 若宮穂乃（9月26日、ボニータ/妄想族）
- 『気持ち良いところに当たってヤバ過ぎる!』 突然できた義姉がGスポット直撃型捕食騎乗位で連続爆イキ!だけでは物足りず精子が溢れるほど中出し強要!（9月26日、Hunter）
- 一流体育大学併設 競泳アスリートばかりを狙うスポーツトレーナー整体治療院 16（10月3日、変態紳士倶楽部）
- 【M男リピーター続出!?】清純そうな見た目でやって来たが、プレイが始まると豹変!? 男を拘束し、徹底的な焦らし!! もう取れるのではないかというほどの、圧倒的な乳首こねくり責めで男を支配するデリヘル（10月10日、SCOOP）
- むちむち美尻 神ブルマ 若宮穂乃  美少女やぽっちゃり娘らにピチピチブルマ & 体操着を着せ、ハミパン、ムレムレワレメを毛穴まで見えるほどの超ドアップ接写! さらに尻コキ、着衣お漏らし放尿やブルマぶっかけ等ブルマ好きに送る完全着衣フェチAV（10月12日、親父の個撮）
- 新入社員の誘惑小悪魔にメスイキさせられまくって僕が「マゾ堕ち」した、あの日の出来事。若宮穂乃（10月17日、MEGAMI）
- 街でナンパした初対面の巨乳人妻と奥手男子がパンティ素股体験! 3 奥さんの恥じらいパンチラを見てフル勃起したチ●ポでパンツ越しに擦り合った2人は生ハメ中出ししてしまうのかっ!?（10月17日、はじめ企画）
- 一般男女モニタリングAV 制限時間60分! W巨乳姉と弟の「童貞筆おろし脱出ゲーム」密着おっぱい挟み撃ちでガッチガチになった弟チ○ポに興奮しちゃったお姉ちゃん2人のチ○ポ奪いあいハーレム3P! 最後は近親相姦ナマ中出し!（10月17日、DEEP'S）
- 素人ヘアヌード大図鑑～看護学校卒業したての新人ナース編（10月24日、S級素人）
- イチャラブお泊まりスイートルーム 若宮穂乃（10月26日、月刊彼女）
- アナルのシワの数までハッキリわかる! ノーモザイク連続絶頂アナル見せオナニー 19（10月26日、アイエナジー）
- 触手十字架地獄 11 刑捜戦隊セキュアレンジャー（10月27日、GIGA）
- やってみたらチョロすぎた! 爆乳モデルオフパコ術2 ギャラハメ3連発253分（10月27日、MBM）
- 一般男女モニタリングAV 巨乳妻限定! ノーハンドフェラでズラ～ッと並んだチ○ポ10本の中から愛する旦那のチ○ポ当ててみて! ハズレたらいきなりデカチン即ハメ! 形・大きさの異なるフル勃起チ○ポと大量ザーメンを味わって発情した人妻オマ○コは旦那の目の前なのに絶頂が止まらない!!（11月7日、DEEP'S）
- 何コレ?! こんなの初めてっ!! 媚薬がたっぷりしみ込んだ布が、第2の皮膚となって全身を覆う常識破りの快感エステ!! 4（11月9日、LEO）
- 聖心特装隊セイントフォースDELTA3 ～第3話 聖女消耗、過去への贖罪～（11月10日、GIGA）
- 突然のゲリラ豪雨に打たれて濡れ透けレズビアン 憧れの先輩にビチョ濡れ巨乳で密着誘惑されて…理性吹き飛び求め合った絶倫レズ性交 椿りか 若宮穂乃（11月14日、ビビアン）
- このたびウチの妻（28）がパート先のバイト君（20）（童貞）にねとられました…→くやしいのでそのままAV発売お願いします。【童貞狩りシリーズ】 (NKKD-308)（11月14日、JET映像）
- 素人ネムラセ!! 何しても起きない酩酊状態の素人を思うがままにハメまくる!! 2（11月17日、DOC）
- 尿道 × アナル責めM男脳バグパニック! 肉感責め痴女お姉さんに弄ばれて脳みそバグってイキまくり! 若宮穂乃（11月21日、M男パラダイス）
- 唾液だらだらベロキス歯科クリニック! 密着ドキドキ乳当て誘惑で接吻手コキ 勢いで射精促進ナマSEXでイカせまSHOW!（11月21日、はじめ企画）
- 幼なじみの巨根を溺愛! 無防備が過ぎる穂乃の過激誘惑! 全裸よりSKBな透明バニー痴女のベロキス杭打ち騎乗位 若宮穂乃（11月28日、クリスタル映像）
- 『電気つかなくて怖いから一緒にお風呂入って』 巨乳過ぎる姉のまさかのお願いで狭いお風呂で2人きり! 停電で暗いとはいえ大きな胸が腕に当たりまくり!（11月28日、Hunter）
- ニュー・テイルズ 新テイルズ戦士 エピソード 3（12月8日、GIGA）
- 出会い系で出会った美女が自分の彼女のママだった!? 質問攻めにあったあげく折角ならとおち○ぽの具合まで調べられることに…! デカ尻ママの性欲解消騎乗位で搾り取られる共犯中出しSEX（12月8日、ホットエンターテイメント）
- 「学校には言わないでください…」 万引き女子○生と姉。通報を回避するために身代わりになる姉。でもそれだけでは許されなくて…（12月12日、Hunter）
- 「私がシテあげよっか？」いつも外でタバコをふかしている隣のお姉さんと目が合う。童貞のボクには難度高すぎ! でもボクがフラれて落ち込んで帰ったら（12月26日、Hunter）
- デカ尻巨乳確定と噂のメンズエステは自慢のデカ尻巨乳にオイルたっぷり! テカテカに光った魅惑のボディをお客に見せつけては誘惑!（12月26日、Hunter）

- あの頃に戻りたい 愛する夫以外の男たちに犯された若妻 若宮穂乃（1月2日、アタッカーズ）
- ヤリチン後輩が2段ベッドなのにボクを無視して毎晩セフレ連れ込み暴走ピストン 鬱勃起ビンビンの悔シコ男子寮生活! 百永さりな 若宮穂乃（1月2日、MOODYZ）
- 【若妻エステ4種盛り】○追撃バキュームで何度もヌイてくれる人妻回春エステ ○媚薬オイルエステで若妻が超発情 ○勃起したら布越し0.3mm誘惑する若妻エステ嬢 ○勝手にマ○コ爆濡れ状態でサカる若妻（1月9日、Hunter）
- 一般男女モニタリングAV 二次会帰りの終電間際に突撃交渉! 友達同士の大人の男女が中出し1発10万円の過激ミッションに挑戦! ほろ酔い若妻2人が既婚男性とラブホテルで朝までハーレム逆3P連続射精セックス! 2  互いの家庭を忘れた秘密の乱交は1発限りじゃ収まらない!!（1月23日、DEEP'S）
- 仮面美少女探偵! まぼろしマスク ハレンチすもう部の巻（2月9日、GIGA）
- 阿仁丸戦隊ジンジュウガー 壊滅?! ジンジュウガー最大の危機【前編】（3月8日、GIGA）
- 阿仁丸戦隊ジンジュウガー 壊滅?! ジンジュウガー最大の危機【後編】（3月8日、GIGA）
- かわいい巨乳保育士さんが裸エプロン1枚で童貞君の筆下ろし! エプロンからぷるんとハミ出すおっぱい授乳手コキで童貞君も保母さんもムラムラ! 母性とマン汁が溢れるお股にヌプっと生挿入!（3月20日、アイエナジー）
- 悪魔仮面 ヒーロー陥落（4月26日、GIGA）
- 魔法聖女ほのか☆マミカ タイムリープ無限地獄（4月26日、GIGA）
- アナルのシワの数までハッキリわかる! スティックローター連続絶頂アナル見せオナニー（5月23日、アイエナジー）
- 白衣の天使と性交 若宮穂乃（6月7日、ドリームチケット）
- 色白デカ尻の家事代行おばさんに即ハメ! デカチンの虜になった人妻が翌日勝手に押しかけてきたので満足するまで何度も中出ししてあげた 32 若宮穂乃（6月18日、DEEP'S）
- 欲求不満の巨乳尻奥様がチ〇ポを喰いまくる 性欲モンスター肉感ボディ卑猥マゾ妻 痴女とドMの性癖で乱れまくる奥様 若宮穂乃（6月25日、熟女はつらいよ/熟女卍）
- 素人ナンパでセンズリ鑑賞 20 見るだけでいいんです! だからちょっと僕のチ●ポ見てもらえませんか?（10月15日、かぐや姫Pt/妄想族）
- 精子好き女子のエロ活フェラ抜きマッチング 3（11月5日、マックス・エー）
- パーソナルトレーニングにやってきた外資系OLが巨乳すぎる! 汗だくノーブラおっぱいに夢中になってご新規会員さんに禁断の中出し（12月10日、かぐや姫Pt/妄想族）

- 性欲強めの人妻がお色気むんむんベロキス誘惑 よだれダラダラ濃密フェラでデカチン爆勃ち大量射精 びらびら全開オ●ンコ魅せつけバイブオナニー 夫不在の家に連れ込まれ中出しセックス（1月28日、VENUS）
- 素人なのにディルドオナニーで激しく感じちゃう一般人娘 15（2月25日、かぐや姫Pt/妄想族）
- セクハラママさんバレー! 12 ハイレグブルマ姿の人妻10人が挑む過酷なエロトレーニング（3月25日、かぐや姫Pt/妄想族）
- 料理教室の先生に恋した私 優しい笑顔に惹かれて2人きりの時にキスしたら一気に距離が近づいて一緒にゴハン作ってお風呂に入って好きが溢れ続ける同棲レズタイム わか菜ほの 末広純（4月24日、 凸凹はぁと）
- どこでもおしっこ! 素人娘の大放尿27人 スロー再生でじっくり鑑賞できるマニア向け映像 11（5月27日、かぐや姫Pt/妄想族）

### アダルトVR
- 最低最悪凌●レ●プ ～俺の罪を代わりに償う爆乳妹～（6月28日、CASANOVA）
- HQ 劇的超高画質 若宮穂乃 Gcupの神巨乳 制服と水着「これが私のおっぱいだw（11月21日、ブイワンVR）
- 若宮穂乃 谷間ガン見VR 隣の巨乳のお姉さんに谷間を見せてとお願いしてみたら…母性本能をうまいことくすぐったみたいで優しく温かくボクの願望を受け入れてくれた。（11月21日、CRYSTAL VR）

- J●若ま●こディルドオナニー（1月26日、KMPVR）
- 名門体育大学の女子寮に常勤するお風呂の三助さんのエロすぎる日常 若宮穂乃（1月30日、ワープエンタテインメント）
- 爆乳を楽しむVR 国宝おっぱい 8名（2月25日、KMPVR）
- ノーモザイクオナニーVR（2月28日、KMPVR）
- パイパンマ○コ見せつけVR（3月3日、KMPVR）
- HQ劇的超高画質 神乳女子サッカー部員脅迫中出し! 実力関係無し! レギュラー欲しくば俺とヤレ!! 若宮穂乃（7月14日、ブイワンVR）
- 「マスク外さなくて良いなら…」Gカップ巨乳のメイクさんが急遽代打出演!?好きだった男優のボクとイチャイチャSEXダブルヘッダー!! 触れるとすぐ気持ち良くなっちゃう敏感乳首、ヤワ乳、プリ尻、汗かき中出し、2連続SEX! 若宮穂乃（9月2日、MAX-A）
- リハビリ性交VR 腰痛患者がSEXできるまで献身的な性治療 若宮穂乃 桐山結羽（12月7日、SODクリエイト）
- 「こんな私だけど… 好きでいてくれる?」 おほぉおおっ死んぢゃうイグイグイグイグぅぅぅ!!! 清楚ヅラしてオホ声絶叫する純情メス豚の豹変お下劣ファック 若宮穂乃（12月18日、ワープエンタテインメント）

- 性欲に歯止めの効かない巨乳お姉さんの淫乱性交 若宮穂乃（1月22日、KMPVR）
- 天井特化アングルVR 絶頂リラクゼーションASMR ～淫音と淫語で快楽射精!!～（1月22日、KMPVR）
- 業界未経験の何も知らない爆乳新人デリヘル嬢と生本番をする方法 若宮穂乃（1月23日、KMPVR-bibi-）
- 卑猥な身体を魅せつけながら痴女が唾液を垂らす（2月22日、KMPVR）
- 食い込んだ競泳水着で顔騎されるVR（3月16日、KMPVR）
- 角オナで感じる表情を見続けるVR（3月22日、KMPVR）
- 彼女との緊張の初H… のはずが僕のチ○コがGスポ直撃! 「ごめん…気持ち良すぎて腰が止まんないッッ…」 射精しても追撃ピストンで暴れ狂う制御不能の激イキロデオ騎乗位VR 若宮穂乃（5月31日、SODクリエイト）
- 天井特化アングルVR ～何でもしてくれる天使のような女～ 若宮穂乃（8月11日、KMPVR）
- SEXの能力も高い社長秘書二人に脳みそトロットロになるくらいの快楽責めで金玉袋が空っぽになるまで抜かれ続けた…!! 木下ひまり 若宮穂乃（8月18日、KMPVR）
- 隣村のオサセな娘っ子が今日も野菜を売りに来たのでオチ○ボ＆オマ○ゴ! 性の喜び貪りまくりの超昭和肉感特化性交 若宮穂乃（9月23日、肉きゅんパラダイス）
- 腋の下を見せながらオイルまみれのカラダで感じる女を鑑賞（11月2日、KMPVR）
- 舐め特化VR（12月1日、KMPVR）

- パッフパフのおっぱいを見ながら乳首をコネくられたい。色気ムンムンの義姉にオトコの弱点がバレてしまい… 若宮穂乃（10月7日、KMPVR-彩-）
- ストレス軽減 元気回復VR ボクは今日…同棲中の彼女の一言で救われた。 穂乃はボクのすべてを認めてくれる全肯定彼女。 若宮穂乃（12月24日、CRYSTAL VR）

- 酒に酔った後輩がエロ本性発揮!! 反則級に可愛い笑顔と、むにむにおっぱいを朝までたっぷり堪能 若宮穂乃（3月17日、KMPVR）
- 「初めて行ったバーの常連客にお勧めされた裏メニューを頼んでみたら」 金玉が枯れるまで続く美人バーテンダーさんの絶品搾精接客 若宮穂乃（3月27日、SODクリエイト）
- 【ゴム有専門店】のソープランドでHcup神ボディ圧倒的人気No.1の凄テク泡姫に【こっそりゴムを外して無許可で大量中出し!】 嫌がり拒む姿に興奮して鬼突きピストンで強制痙攣アクメ連発! 【口内射精・挟射・中出し3発射】【子作り孕ませ中出しSEX】 若宮穂乃（5月21日、こあらVR）
- 【お触り禁止! 本番NG!】 出張メンズエステで神対応の優しい爆乳エステ嬢を媚薬で強引発情＆激エロ淫乱開花! ガンギマリで変貌した凄テクと超絶腰振りで一滴残らず搾取られた【口内射精・挟射・中出し5発射・顔射】超キメセク 若宮穂乃（6月3日、こあらVR）
- 太腿マ○コに挟まれて僕のチンポは馬鹿になった…【腿コキ特化VR】15人完全撮りおろし（6月10日、こあらVR）
- 危険日直撃!! 子作りできる性教育VR 若宮穂乃（8月24日、Mr.michiru）

- 【VR】【8K】【VR集団レ×プ】一家まるごとの女どもを、これから襲います。（1月30日、SODクリエイト）

### アダルト配信
- SEX経験1回のほぼ処女なのにGカップの隠れ巨乳 ハニカミ笑顔が素敵な恥じらい女子 デビュー前の未公開初SEX 若宮穂乃（12月28日、SODクリエイト）

- マジ軟派、初撮。1283 おっぱい揉んだだけでマン汁ダラダラの敏感娘! ふわふわFカップ揺らして痙攣絶頂セックス!! 穂乃 22歳 指圧の専門学生 ※ガールズバーでバイト（3月3日、ナンパTV）
- 【中出し個人撮影】佳苗ちゃん 23歳 トリマー 美巨乳!!（3月4日、なまなま.net）
- ほの（3月16日、俺の素人）
- 【初撮り】ネットでAV応募→AV体験撮影 912 キュッと引き締まったウエストからこれでもかってほどに膨らんだFカップオッパイ♪極上パイズリでギンギンに勃起したチ●コで突かれ甲高い声で喘ぎまくり～♪ ほの 21歳 フリーター（3月17日、シロウトTV）
- かほ（5月10日、素人ホイホイZ）
- ほのちぃ (18) 爆乳Gカップ&パイパン女子校生と生中SEX。（6月7日、しろうとまんまん）
- あみ（6月15日、おっぱいちゃん）
- ラグジュTV 1117 ほのか 24歳 大学院生 「過去のトラウマを払拭したい…」元カレとのセックスでトラウマを負った淑女が、豊満な胸を揺らし、無毛の秘所を潤し、涎を絡めて無心で男根を咥え込み、内に秘めた欲求をカメラの前に曝け出していく…。（6月17日、ラグジュTV）
- ほの（6月18日、俺の素人）
- あみ 2（6月22日、おっぱいちゃん）
- かほちゃん（7月5日、素人ホイホイZ）
- ほの 純情ムッツリ巨乳J〇が性欲全開筆下ろしSEX（7月5日、しろうとまんまん）
- 菅井様（7月10日、素人ホイホイsweet!）
- ほの（7月20日、シロウト急便）
- 穂乃（7月26日、人妻空蝉橋）
- 穂乃（8月16日、北池袋盗撮倶楽部）
- 穂乃（10月3日、バイトちゃん）
- まほ（10月3日、あの娘と今日ヤり部屋で）
- ほのちゃん（10月9日、バイトちゃん）
- 家まで送ってイイですか? case.148 れみさん 22歳 脱毛サロン 爆乳(Hカップ)なのに形がキレイ! 奇跡のオッパイ! ⇒元・オリンピック候補! バドミントン界の消えた天才現る⇒クラブでチューしまくり! チューのヤリマン! パリピギャル⇒音速の騎乗位! 腰振りマッハ越え! 自ら男を犯すアスリートの性欲∞! ⇒止まらぬ汗! ビッチャビチャの汗かき絶頂! ⇒なぜ消えた? 五輪出場より大事な家族の絆（10月18日、ドキュメンTV）
- ほの（10月27日、S-Cute KIRAY）
- バイト仲間のスマホに保存されたハメ撮り動画 若宮穂乃（11月21日、AKNR）
- ラグジュTV 1192 ほのか 24歳 大学院生 美麗でグラマラスボディが魅力の大学院生が再登場! 未だに過去の乱暴なセックスに対してトラウマを抱えていると語る彼女。濃厚なキスと愛撫で優しく愛を交わせば、いつしか我を忘れ自ら腰振り快楽を貪る!（12月9日、ラグジュTV）
- ほのちゃん（12月29日、おっぱい素人＃3150）

- ほの (OREB-005)（1月10日、俺の素人）
- ほの（1月12日、%OFF）
- 向井夏海（1月18日、舞ワイフ）
- 美しすぎるGカップのチ○コハンター襲来!! AV男優を逆ナンする生粋のチ○コ好き美女のライフワークは“有名人の勃起チ○コ”収集!! あらゆる分野の男達をフル勃起させた極上パイズリ & フェラチオでAV男優をガチ勃起させて杭打ち騎乗位でイキまくる超々々々肉食のGカップ美女を追った!! 【エロ都市伝説ファイル⑥Gカップの有名人チ○ポハンターOL襲来!!】 Hさん (22歳) お宝Gカップのチ○コハンター 老若問わず有名人チ○コをフル勃起させる極上テクを披露!!（1月18日、プレステージプレミアム）
- 叶佳（4月1日、ION イイ女を寝取りたい）
- ほの（4月19日、Tokyo247）
- 涼宮萌乃さん（5月6日、マジックミラー号ハードボイルド）
- ほの（5月20日、素人参加バラエティ）
- ほのか（5月29日、＃素人裏アカウント ちょっぴり激しいの好き）
- ほのかちゃん 2（6月3日、＃素人裏アカウント ちょっぴり激しいの好き）
- ノーブラ胸ポチ・胸チラ女子を乳首が硬くなるほど責め続けたら腰をくねらせながら感じまくった（8月13日、AKNR）
- ほっちゃん (INST-044)（8月16日、いんすた）
- 【バカッターエロ動画】 「え!? こんな場所で!!」 絶対バレてはいけないスリル満点こっそりフェラ（9月3日、AKNR）
- ティ○ァ（9月16日、素人ホイホイpower）
- 完全主観 リアルチ○ポシコり罵倒 2（9月17日、AKNR）
- NTR好きの彼氏の要望でホテルを全裸徘徊するレジェンド級の美女に遭遇! 「お願いします… えっちして」と頼み込まれたので可愛い顔してド変態な彼女を生ハメ中出しいただきました♪（9月18日、素人こねくしょん）
- ほの（9月20日、ちちくりジョニー）
- 顔面偏差値東大級! Gカップ爆乳妻! ぬるテカマッサージでオイリー爆乳をボインボインふり乱し! 我慢できずにイキまくり!!（9月25日、素人こねくしょん）
- 【完全無欠のH乳カノジョ】超美形のエステティシャンを彼女としてレンタル! 口説き落として本来禁止のエロ行為までヤリまくった一部始終を完全REC!! 水族館 & ナイトプールデートを楽しんだ後は、ホテルでほろ酔いSEX!! 酔うと「にゃんにゃんモード」に突入する穂乃ちゃんがエロ可愛い過ぎる!! Hカップ巨乳でコスりまくるパイズリ・神尻でご奉仕するオイルプレイ・本気で好きになってる超恋人ラブラブ中出しSEX…見所ヌキ所てんこもり!! 【観たら絶対!! 好きになる】 穂乃ちゃん 24歳 フェイシャルエステティシャン（10月4日、プレステージプレミアム）
- 【禁断♪隠し撮り♪】 「だめ！ダメ！ここじゃダメ♪」 県立普通科J系のイチャキス・フェラ動画（10月8日、AKNR）
- ラグジュTV 1312 ほのか 24歳 大学院生 誰もが羨む巨乳・美尻・美脚を持つ可憐なお姉様が登場! 男を意識したセクシーなランジェリーをはだけさせればボリューム満点の巨乳と美尻がピストンに合わせて卑猥に踊る! エロさと美しさを兼ね備えた身体を魅せる体位でイキまくる姿は必見!（10月12日、ラグジュTV）
- ほの（10月30日、フライデー）
- わかな（11月5日、アイドリ）
- バリカワ制服女子と自粛しないでイチャラブ性活（11月16日、ZOOO）
- スタッフ全員惚れました。イ●スタにエロい自撮りを載せる、神乳HカップのエステティシャンをSNSナンパ!! ガチ惚れ必至の好感度MAX美女はSEXの感度もMAX!! 激烈ピストンに柔乳Hカップが揺れまくる!! イってもイっても終わらない濃厚汗だくSEXで抜きまくれ!! 【イ●スタやりたガール。其の拾】 サオリ・ベホマズン 22歳 イってイってイキまくる神乳Hcupエステティシャン（12月27日、Jackson）

- 叶佳 2（1月6日、ION イイ女を寝取りたい）
- 【狂ってるレベルでエロい】渋谷で捕獲した神乳Gカップギャルの自宅に突撃!! ギャルとっておきの勝負下着で悩殺ファック!! イってもイっても終わらない無限性欲に、監督すら引いた!! 百戦錬磨の男優もギブアップ寸前!!?? 「神乳」と「性欲限界突破」を装備したLV.99ギャルが最強過ぎた!!! 【性豪ギャル自宅中出し】勝負下着、見せちゃいます! vol.07 ナギ 24歳 制欲限界突破のGcupエステティシャン（1月6日、DIEGO）
- 【眠る前に見てほしいAV】 完全主観 心地よい眠りへ誘う睡眠導入寸止め手コキ（1月21日、AKNR）
- ほの（1月29日、%OFF）
- ほの 2（1月29日、%OFF）
- 【世紀末救世主G爆乳GAL×中出し顔射5連発】激闘乱舞TURBO! レインボーオーラ継続率89%確定! AV界の強敵2人を相手に死闘激闘! 絶頂無双3P激RUSHからの中出し剛掌波! 顔射3連発で夢想転生! 修羅の果てに見えた涙の理由とは!? 次回予告「我がGAL道に一片の悔い無し」【ギャルしべ長者 44人目 のの】（1月30日、Jackson）
- 形勢逆転!? ムカつく女の目の前で逆襲寝取りWフェラ（2月4日、AKNR）
- 「もっと… 欲しい」Gカップえちえち恵体かわいい後輩ちゃん!! まじで!! まじで!! まっじっで!! かわいすぎるエロ過ぎ神対応!! 欲しがりマ○コはビンカン体質!! キスで濡れる愛され痴態!! そして舌でまんまる巨G乳で攻めてく積極的すけべロデオ騎乗位で同時昇天!! ヤリサー女子No.14 のんちゃん 22歳 Gカップの美爆乳OL!! エロかわいい!! とにかくエロかわいい!!（2月12日、プレステージプレミアム）
- エロ漫画のようなオッパイに溺れてやましい密室密通 穂乃ちゃん 24歳 巨乳を武器に暴れまくるオッパイ戦士（2月17日、しろうとまんまん）
- 【追撃中出し4SEX】【天然G乳エステティシャン】【美BODYの完成形】【絶倫で早漏! 絶頂魔】【男をダメにする小悪魔】【乱入3P個人撮影】このオンナ、オトコをダメにする超絶小悪魔! 仕草、表情、イキっぷり、全てがベストofベスト! ハメ撮りからの3Pで狂ったようにイキまくるSEXを楽しむ天才! 2021年最優秀作品、ヌケる個撮アワード金賞受賞内定!? しろうとちゃん。#007 【絶倫早漏G乳】わかちゃん (22) 中出しエステティシャン（3月19日、はめちゃん。）
- ほにょ（3月21日、G-AREA）
- 【最初で最後の神回SP!!!】 妄想と妄想がぶつかり合う奇跡の240分!! 変態同士が巡り会う時… 新たなエロティックWorldが生まれた!! ファンタスティック69でWイキ！チ●ポを奪い合うWフェラ! 6本の男根相手に快楽のHot Limit解除してイキ乱れる!!! 君の脳はこのエロWorldについてこられるか!? 【妄想ちゃん。SP しずか & りか】（3月27日、Jackson）
- 「パパとはもうエッチしない」恋人のGカップえちえちJ○からまさかの別れ話!? 今更さよならなんて出来ない悪い大人に流され、「ダメだよパパ。私彼氏いる…」と悩まし気に快楽にふけるホノちゃん!! 絶体絶命の状態からエッチで愛をとりもどせ!! 【ホノちゃん（彼女）とおじさん（彼氏）の特別な一日】（4月4日、しろうとまんまん）
- ほのワン（4月8日、ゲリラ）
- ほの (OREC-731)（4月8日、俺の素人-Z-）
- 優しい笑顔とGカップの持ち主は謝礼も性欲も満たしていく計算高い奥さま（4月13日、E★人妻DX）
- なつき（4月14日、素人道）
- おなふりっくす＊ 本気のオナニー見せつけ絶頂集 Vol.01（4月29日、MAGIC）
- ほのちゃん（5月13日、俺の素人）
- ほのか（5月18日、ヒルズ妻）
- ほのか 2（5月18日、ヒルズ妻）
- 穂乃（5月18日、素人おかしや）
- 全裸カタログ Vol.6（5月27日、MAGIC）
- ティ○ァ（5月29日、素人ホイホイ）
- 【汗ダク×乱交】「さやかさん」のまるなげ依頼! 魂と魂の全力セックス! ステーキを喰らい、体力の続く限り腰を振り続けろッ! 水分不足不可避の大量潮吹き! 汗か潮か精液か分からない程のビショビショ状態で長時間セックスをエンジョイwww 【まるなげ屋～汗編～.1】 さやか 23歳 汗だく! 魂でセックスをする美女（6月2日、プレステージプレミアム）
- リゼ○ムガ○ツ（6月16日、素人ホイホイpower）
- ほのか（7月5日、高揚）
- 【超絶ギャル】【絶対的美女】ほのちゃん参上! 脱毛サロンで勤務している彼女の応募理由は「私の綺麗なボディを見てほしい♪」っと見せつけたい応募してきた!? 【魅惑のスレンダーBODY】想像以上のダイナマイトボディ! 巨乳と美尻を震わせて、チ○ポを奥で感じまくってイキよがり狂うSEX見逃すな!!（7月6日、ARA）
- ほの（8月27日、こいびとみまん）
- 叶佳 3（9月4日、ION イイ女を寝取りたい）
- ふわぷる大巨乳降臨!! 出会った瞬間から目が離せないHカップ美人と三浦半島サボり旅! にこにこ明るい雰囲気にナチュラルモテオーラをビンビン感じながらSEX突入したら激ヤバ泥沼感度www いつまでもイキ潮が止まらない壊れま●こでしたwwww：今日、会社サボりませんか? 43 in 川崎 ほのちゃん 24歳 美容系エステティシャン（10月11日、プレステージプレミアム）
- わかな 2（11月5日、アイドリ）
- ほのちゃん（12月1日、素人ペイペイ）
- ほのさん（12月2日、俺の素人）
- 人妻Hさん（12月9日、ゲリラ）
- ほにょりん（12月19日、いんすた）

- ほのか & えな（1月2日、いんすた）
- 穂乃（1月8日、俺の素人）
- ほのか（1月16日、いんすた）
- H.W（1月26日、素人ホイホイ）
- ほの（1月26日、ヤリマン★ビッチーズ）
- 【祝! Jackson新シリーズ爆誕!!】 経験豊富なアラサー女子と大人のデート & トークで想いを高め、淫らに育った艶やかBODYをハメまくり、堪能しまくり! 今回のアラサー女子はデカすぎGカップ美人妻! なんと不倫相手の頼みでNTR性交する事に…。最初は戸惑っていたけれど、次第に心も身体もノリノリに! イってイってイキまくり潮吹き連発! 中出しまで決めてガクガク痙攣絶頂!! 【Jackson史上1番の大人AVできました!!】【アラサーちゃん。1人目 アンちゃん】（1月29日、Jackson）
- 【Gカップ神乳のフリーフォール】和香24歳、焼肉屋店員「バドミントン部だったんで、試合中に揺れて、めちゃめちゃ大変でした。運動中だけ取り外せるように開発できないんですかね? 攻殻●動隊的な感じで」【ぱいぱいズリ子。第三話】（2月5日、BOING）
- ホノ（2月20日、東狂ハメンジャーズ）
- ほっちゃん（5月5日、いんすた）
- あやの（5月13日、素人CLOVER）
- ほの（5月24日、おっぱいちゃんず）
- 【普通に可愛いメンエス嬢。調子に乗ってるかと思ったら清楚で礼儀正しい。チラっと見たら、めっちゃオッパイ大きいよ? こんなことある?】 施術中のトークも素晴らしいんだけど、オッパイがいちいち躰に当たって気になる! わざと? どっち?… 紙パンツは脱がさないで… もう大変な事になっているから。咥えられ発射、パイズリで発射! とうとうナマ挿入して中出しを4連発! ほのさん 清楚な印象とは違って性欲の魔人（6月3日、ドキュメントdeハメハメ）
- わかな 3（6月25日、アイドリ）
- ほのchan（7月5日、素人まっちんぐ）
- ほの（7月13日、恋愛カノジョ）
- 【国体出場バドギャル2名!】 超欲求不満! ムラつきスポエロ女子2名vs超巨根! 性豪男優の激3P!!! 勢い余ってレズプレイまで!!! 運動選手の性欲ってやっぱりヤバ過ぎ!!!!! 【スポえろジャーニー28・29人目 まなさん (24) & えれんさん (24)】（7月16日、Jackson）
- ほのか & まほ（7月17日、いんすた）
- ほの（8月6日、俺の素人-Z-）
- H111ちゃん（9月30日、蜃気楼）
- 【肉感ムチエロ神ボディ】【給料明細 #13】 どこまでOK?! レンタル彼女の仕事に密着→甘え上手で距離感ゼロなイチャイチャデートにガチ恋必至!! 十全十美のG乳カノジョが稼ぎ出す給与は一体いくら?? ヌルテカ巨尻、揺れる爆乳!! ねっとりとした腰づかいの必殺騎乗位を味わう濃密SEX!! ほの 22歳（10月2日、SUKEKIYO）
- 「手伝ってあげよっか? w」男勝りな女友達のオナサポに抗えず●った勢いでベッドイン! 超美巨乳パイズリのお返しに生チ●ポをハメたら精子を吸い上げる超スケベな腰遣いで搾り取られたっぷり中出し! #040 ほの / 超美巨乳な女友達（11月25日、ドキュメントdeハメハメ）
- 【爆乳過ぎる保健室の先生に迫られたい】欲求不満のHカップ養護教諭が逆ナンパ!! 禁断の寝取りドキュメント!! むちむち爆乳のエロ優しいお姉さんが服に収まりきらないハミ乳爆乳を押し付けて誘惑しまくる!! 淫語の嵐とスゴ過ぎる杭打ち騎乗位に大興奮必至!!! 学校には絶対秘密の禁断痴女プレイが観れるのはココだけ!!!【NTRリバース】 エミ 25歳 保健室の先生（12月3日、プレステージプレミアム）
- ほにょりん（12月8日、いんすた）
- 【Wボインの仲良しOLを各個撃破!! G & IカップのW美女昇天SP】【後輩の前でヘビ舌フェラでオチ○ポ搾精!!】【負けじと!! キスで濡れる愛され痴態を領域展開!!】【爆乳先輩デカすぎ美乳でスッポリ勃起チ○ポを360°全周囲乳壁パイズリは圧巻!!】【そして舌でまんまる巨G乳で攻めれば… 積極的すけべロデオ騎乗位】【強欲美女×2(巨乳)の鬼ピストン!! 感謝の立ちバック激ピスで揺れる美女パイを… 刮目せよ!!】【あいちゃん/24歳/173cm!! 超美巨Iカップのガチ美女OL!!】【のんちゃん/22歳/Gカップの美爆乳OL!! エロかわいい!! とにかくエロかわいい!!】神スタイル美女2人の大乱れ!! 一挙配信SP!!（12月24日、プレステージプレミアム）
- ほのか（12月25日、いんすた）
- カトリーヌ & ほのか（12月29日、いんすた）

- はなちゃん & ほのかちゃん（1月5日、俺の素人-）
- ほの（1月20日、ION 裏オプFU-ZOKU）
- ほの 2（2月5日、S-Cute）
- ほの 3（2月10日、S-Cute）
- ほのchan (srom045)（3月7日、素人まっちんぐ）
- ほの (sqb196)（3月10日、シロウト急便）
- 感動ものの水パイちゃん（4月1日、乳屋ばぞ～ん）
- ヤミヤミ008 / メガネが無いと何も見えない女 & 不法駐輪のチャリに埋もれてた女 / ヤミヤミアルコール（5月1日、ヤミヤミ）
- 【パーソナル保母さん】中出しOK成人限定出張保育園 若宮穂乃（5月5日、BonキュンBon）
- ほのか (instc437)（5月16日、いんすた）
- 若宮さん (ore934)（5月31日、俺の素人）
- ほのちゃん & のあちゃん（6月6日、いんすた）
- How to学園 観たら【絶対】SEXが上手くなる教科書AV 【早漏解消編】 若宮穂乃（7月3日、バレマンッ!!/妄想族）
- K151ちゃん & H151ちゃん（7月7日、蜃気楼）
- ほの (sqb214)（7月14日、シロウト急便）
- ほのさん（8月12日、既婚者の会@東京）
- ほのちゃ（8月15日、ホームエロ～ン）
- 巨乳、そして何かの坂にいそうなアイドル顔女子ほの【意識混濁】（9月2日、ゲスヤミ）
- ほのさん (oreco464)（9月15日、俺の素人-Z-）
- 【乱交】小柄巨乳小動物系ほの & 巨乳長身モデル系めあり（9月16日、ゲスヤミ）
- ほのさん（9月29日、パコなまゲートウェ～イ）
- 若宮さん（10月1日、素人ペイペイ）
- ほのか (instc490)（10月3日、いんすた）
- ホノちゃん (gerk536)（10月8日、ゲリラ）
- ほのっち（10月19日、平成浪漫ポルノ）
- KAMI (anks007)（10月21日、暗黒）
- ほの（10月25日、あいすくりーむ）
- ホノちゃん（10月25日、しろうとまんまん）
- やよちゃん & ほにょりん & わかちゃん & はずきん（10月29日、いんすた）
- 【NTR無限絶頂】旦那一筋淑貞妻はG乳エロむちボディ!! 寝取り男優とのディープキスでスイッチON→最初から最後まで喘ぎイキまくる超ビンカンBODYに旦那たっての希望で膣奥にたっぷり生中出し!! 美優（11月4日、黒船）
- （仮）暗黒082さん（11月10日、暗黒）
- ほのか（11月26日、とりあえずナマで!）

- 【快楽堕ちなし】ナンパ→拒否られるも → ゴウインSEX-マーケター(27歳)【最後まで抵抗、性的同意なし】みつき 27歳 OL (マーケター)（1月2日、ゴウインX）
- 聖地巡礼 レイヤー×ハンター 第1話 異世界転生したら横浜・中華街でした!?  ピンクと⻘のショートボブが目立つ姉妹キャラコスプレイヤーを聖地ナンパ!! 天然Hカップお姉様をホテルにお持ち帰りしてコスプレ転『性』 セックス! 世界観が崩れるので最後まで絶対に脱がしません!! Hカップの異世界美少女 / ほのちゃん（1月21日、プレステージプレミアム）
- 【大人の背徳ランジェリー性交】【美人妻 × 中出し懇願×爆尻爆乳】 旦那との月2回程度の前戯なし作業的なSEXに不満を抱く奥様は、大学時代の刺激的なワンナイト3Pを思い出しいまだにムラムラする日々。再びあの頃のような興奮と快楽を味わいたいと今回応募。屈強なるデカチン2本に我を失いリミッターぶっ壊れ!!! 推定100cm!?のデカ尻突き出しハメ潮ビシャビシャ吹きまくり! 最後は生ハメ中出しまで大懇願!!! 濃厚精子どっぷり二発! 奥様の膣奥まで注ぎ込みます!! 【人妻ランジェリーナ 3人目 藤井さん】（2月12日、Jackson）

### イメージビデオ
- 大衆焼肉店でみつけた巨乳大学生（2020年9月25日、スパイスビジュアル）※「田村麻里奈」名義
- ヴィーナス・テルメ  若宮穂乃（2024年2月28日、オルスタックソフト販売）※限定版と通常版でパッケージ写真が異なる。また限定版には特典BDが付属。

### オリジナルビデオ
- HEROINEアクションピンチ 超くノ一組 KAZE 青ノ章（2023年7月14日、ZENピクチャーズ） - 赤風 役
- HEROINE SEXYピンチ 超くノ一組 KAZE 赤ノ章（2023年7月28日、ZENピクチャーズ） - 赤風 役
- ウィッチハンターサヤカ 七人の魔女スネーク 前編（2023年10月13日、ZENピクチャーズ） - サヤカ 役
- ウィッチハンターサヤカ 七人の魔女ベアー 後編（2023年10月27日、ZENピクチャーズ） - サヤカ 役
- 女戦闘員 COCOON 前編（2023年11月10日、ZENピクチャーズ） - 女戦闘員 役
- 女戦闘員 COCOON 後編（2023年11月24日、ZENピクチャーズ） - 女幹部サフォーク／女戦闘員 役
- HEROINE SEXYピンチ 忍び捜査官レンカ ～毒蜘蛛魔女の恐怖～（2024年7月12日、ZENピクチャーズ） - 不知火 恋/忍び捜査官レンカ 役

## 書籍・出版物

### デジタル写真集
- LOVEPOP デラックス 若宮穂乃 001（2021年3月5日、PAD）
- LOVEPOP デラックス 若宮穂乃 002（2021年3月19日、PAD）
- ほのかに薫【グラビア写真集】 若宮穂乃（2021年10月8日、プレステージ出版、撮影：C:TAKERU）
- ほのかに薫【ヌード写真集】 若宮穂乃（2021年10月8日、プレステージ出版、撮影：C:TAKERU）
- 絶対的スーパーナチュラルポーズブック 若宮穂乃（2022年1月21日、プレステージ出版、撮影：Taro Washio）
- 絶対的透け透けテカテカポーズブック 若宮穂乃（2022年3月18日、プレステージ出版、撮影：Taro Washio）
- DokkiriQueen 若宮穂乃（2024年5月23日、シーガル）
- DokkiriQueen 若宮穂乃 B（2024年6月13日、シーガル）

## 出演

### 配信
- ガチンコナイト!（2019年9月22日[13]、2020年2月9日[14]、C wave/YouTube）
- 私とデートしませんか?#6（2021年1月6日、らぽふぁん JAV/YouTube[15]）‐ 若宮穂乃役
- 阿仁丸戦隊ジンジュウガー（2024年1月16日、ギガ特撮チャンネル）- ジンバニー/ミミ― 役

### インターネットラジオ
- 若宮穂乃のほにょらじ♡（2022年3月2日[16][リンク切れ] - 2023年5月[17]、ラジオクロニクル）

### ラジオ
- ラジオのアナ〜ラジアナ/深夜3時のヒロイン（2022年12月8日、12月15日、FM NACK5）

### イベント
- GIGAスーパーヒロインライブ（秋葉原 from scrach）
  - Vol.1（2022年3月26日）- ジュエルピンク/ガーベラ 役[18]
  - Vol.2（2022年11月5日）- ジュエルピンク/スパンデクサー 役[19]
  - Vol.9（2023年7月1日） - セーラーリコリス/チャージマーメイド 役[20]
  - GIGA30周年スーパーヒロインライブ2Days（2025年6月29日）- コスモエンジェル/グリーンフォース 役[21]
- 若宮穂乃のほにょイベ（小エロ）（東京・レフカダ新宿）
  - vol.2（2022年11月20日）[22]
  - vol.3（2023年1月29日）[23]